# Автоматическое планирование и диспетчеризация
Автоматическое планирование и диспетчеризация (англ. Automated planning and scheduling, APS) — область задач искусственного интеллекта, касающаяся выполнения стратегии или последовательности действий, обычно для интеллектуальных агентов, автономных роботов и беспилотных аппаратов. В отличие от классических проблем управления и классификации, решения задач данной области комплексны, неизвестны и должны разрабатываться и оптимизироваться в многомерном пространстве.
При известных параметрах среды и доступных моделях планирование может осуществляться на этапе проектирования системы. Решения можно найти и оценить до выполнения. В случае непредсказуемого поведения среды стратегия должна пересматриваться на этапе реализации плана. Модели и шаблоны поведения должны быть адаптированы. Решения в основном используют процессы проб и ошибок присущие области искусственного интеллекта, такие как динамическое программирование, Обучение с подкреплением и комбинаторная оптимизация.
У типичного планировщика три входа: описание начальных условий, описание желаемой цели и множество возможных действий, заданных формальным языком наподобие STRIPS. Планировщик создаёт последовательность действий, которые ведут систему из начального состояния в состояние, удовлетворяющее поставленной цели. Альтернативным способом описания проблем планирования является иерархическая сеть задач, в которой из данного множества задач, каждая задача может быть либо выполнена с помощью примитивного действия, либо разбита на аналогичное подмножество задач.